# Río Acaponeta

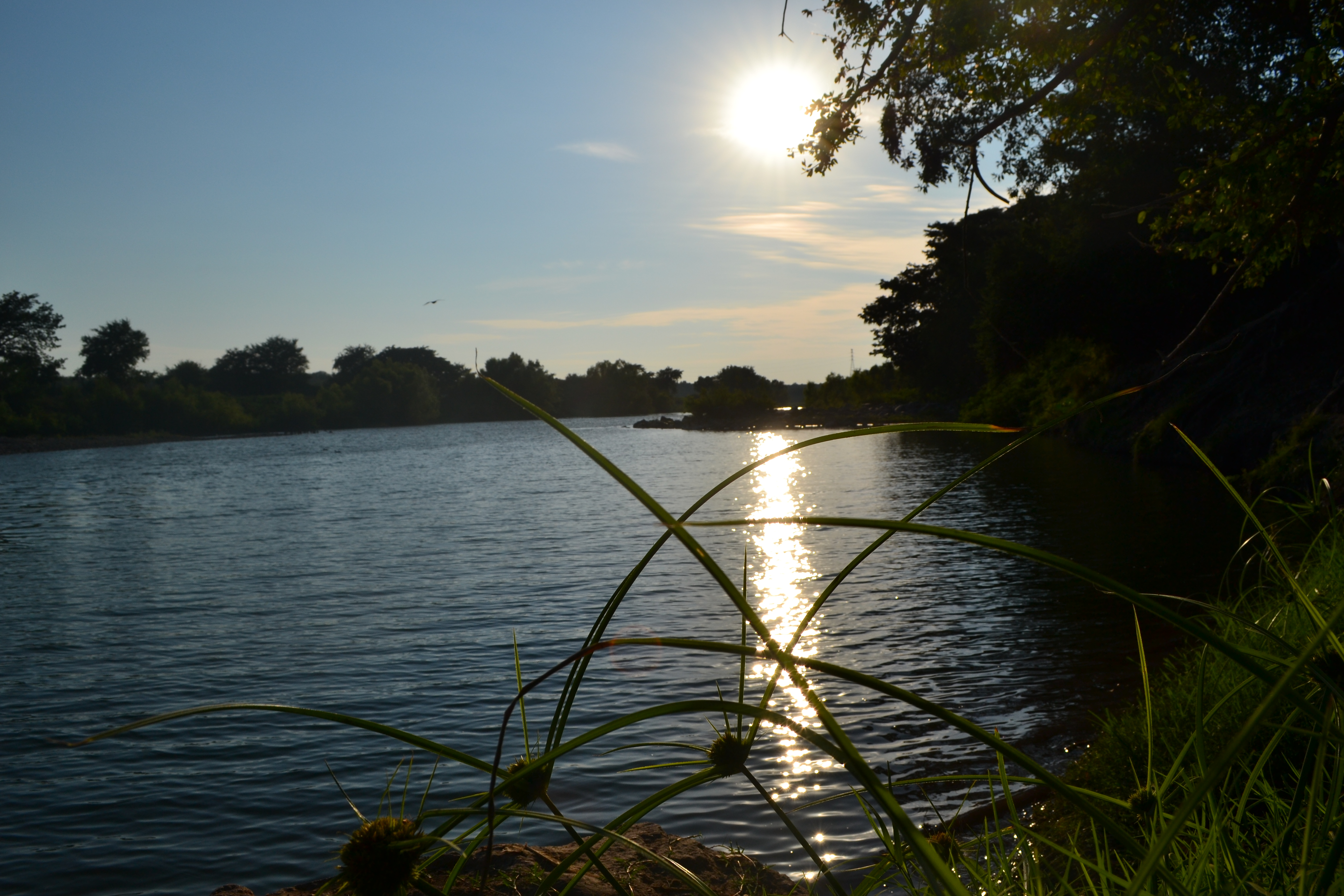
Atardecer en el rio Acaponeta

El río Acaponeta es un corto río costero de la vertiente del océano Pacífico de México. Tiene una longitud de 233 km (hasta barra del Novillero) y drena una pequeña región de 5.092 km².
El río Acaponeta nace en el estado de Durango, no lejos de la localidad de El Salto. Se dirige en dirección sur, para entrar después en el estado de Nayarit y desembocar en el estero de Teacapán, en un lugar llamado Puerta del Río. Desde su nacimiento hasta penetrar en Nayarit, se le conoce como Quebrada de San Bartolo; en Nayarit, se le denomina río Acaponeta.
Atraviesa los municipios de Pueblo Nuevo (Durango) y Huajicori y Acaponeta (Nayarit). El río pasa por las localidades de Mineral de Cucharas, Quiviquinta, Huajicori, Acaponeta, San Felipe Aztatán, Milpas Viejas, Tecuala y Quimichis.
En los últimos 40 km, dada la escasa pendiente, el río es navegable en canoa, inclusive durante la temporada de secas.

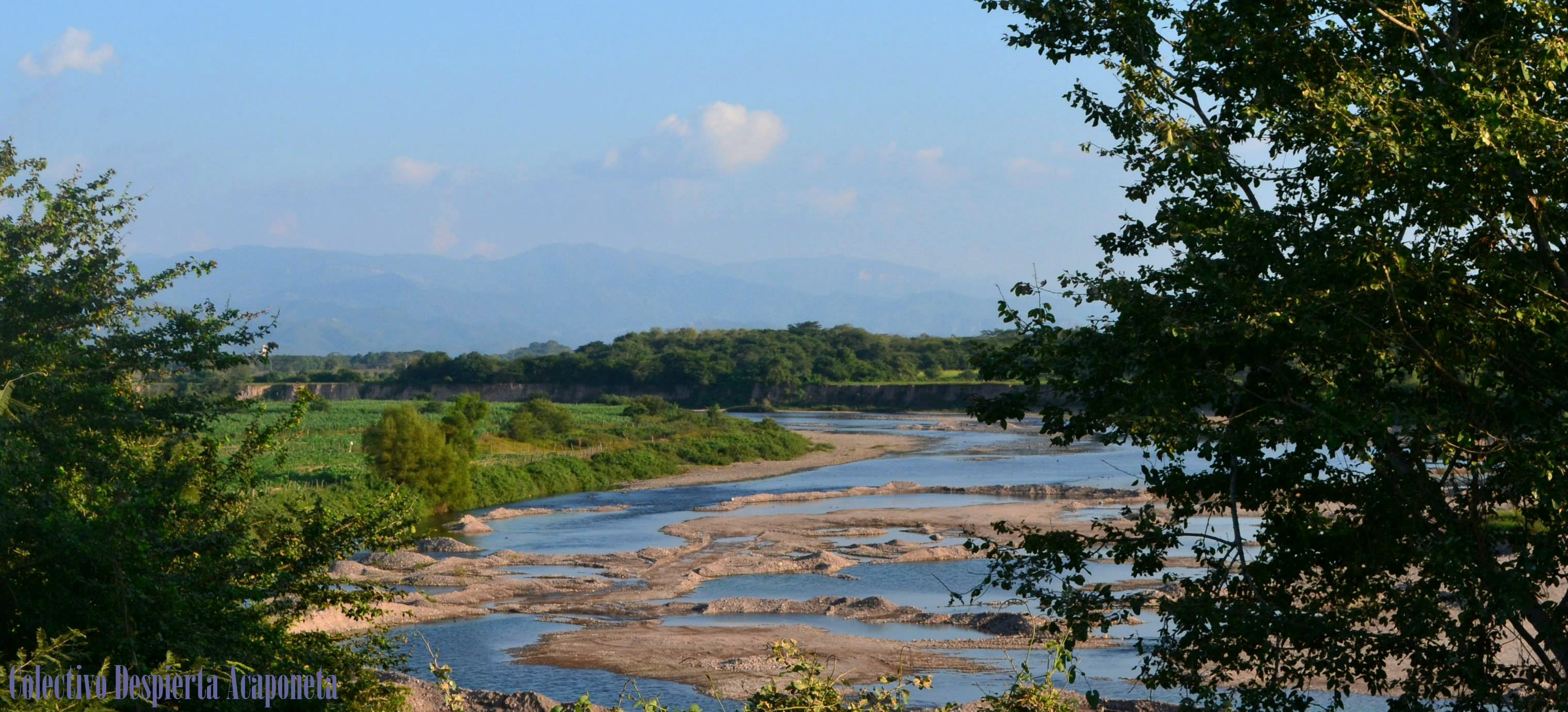
Foto propiedad intelectual de la dirección del Colectivo Despierta Acaponeta